# Лендинара
Лендинара је насеље у Италији у округу Ровиго, региону Венето.
Према процени из 2011. у насељу је живело 7475 становника. Насеље се налази на надморској висини од 9 м.

## Становништво
Према резултатима пописа становништва 2011. у општини је живело 12.024 становника.
| 1951.  | 1961.  | 1971.  | 1981.  | 1991.  | 2001.  | 2011.  |
| ------ | ------ | ------ | ------ | ------ | ------ | ------ |
| 17.018 | 14.521 | 13.651 | 13.470 | 12.520 | 12.173 | 12.024 |